# KEK (centre de recherche)
 (mai 2025).
Si vous disposez d'ouvrages ou d'articles de référence ou si vous connaissez des sites web de qualité traitant du thème abordé ici, merci de compléter l'article en donnant les références utiles à sa vérifiabilité et en les liant à la section « Notes et références ».
Pour les articles homonymes, voir KEK.
L'Organisation de recherche avec des accélérateurs de haute énergie (高エネルギー加速器研究機構, Kō Enerugī Kasokuki Kenkyū Kikō), connue sous le nom de KEK, est une organisation japonaise dont le but est d'exploiter le plus grand laboratoire de physique des particules au Japon, situé à Tsukuba, préfecture d'Ibaraki. Il a été créé en 1997. Le terme "KEK" est également utilisé pour désigner le laboratoire lui-même, qui emploie environ 695 employés. La fonction principale de KEK est de fournir les accélérateurs de particules et autres infrastructures nécessaires à la physique des hautes énergies, à la science des matériaux, la biologie structurale, la science des rayonnements, l'informatique, la transmutation nucléaire, etc. De nombreuses expériences ont été effectuées au KEK par les collaborations internes et internationales qui en ont fait usage. Makoto Kobayashi, professeur émérite à KEK, est connu dans le monde entier pour ses travaux sur la violation de CP et a reçu le prix Nobel de physique 2008.

## Histoire
KEK a été créé en 1997 dans le cadre d'une réorganisation de l'Institut d'études nucléaires de l'Université de Tokyo (créée en 1955), du Laboratoire national de physique des hautes énergies (créé en 1971) et du Meson Science Laboratory de l'Université de Tokyo (établi en 1988). Cependant, la réorganisation n'était pas une simple fusion des laboratoires susmentionnés. En tant que tel, KEK n'était pas le seul nouvel institut créé à l'époque, car tout le travail des institutions mères ne relevait pas de la physique des hautes énergies ; par exemple, le Center for Nuclear Study, l'Université de Tokyo, a été créé simultanément pour la physique nucléaire à basse énergie dans le cadre d'un partenariat de recherche avec RIKEN.
- 1971 :  Création du Laboratoire national de physique des hautes énergies (KEK).
- 1976 : Le synchrotron à protons (PS) produit un faisceau de 8 GeV tel que conçu. Le PS a atteint 12 GeV.
- 1978 : Fondation de l'installation d'utilisation du synchrotron Booster et d'une usine de photons (PF).
- 1982 : Le PF réussit à stocker un faisceau d'électrons de 2,5 GeV.
- 1984 : L'accélérateur d'accumulation de stockage à anneau transposable japonais (TRISTAN : Transposable Ring Intersecting Storage Accelerator in Nippon) accélère un faisceau d'électrons à 6,5 GeV.
- 1985 : L'AR accélère un faisceau de positons à 5 GeV.
- 1986 : L'anneau principal (MR) de TRISTAN accélère les faisceaux d'électrons et de positons à 25,5 GeV.
- 1988 : L'énergie de MR est portée à 30 GeV à l'aide de cavités accélératrices supraconductrices.
- 1989 : Création des départements Accelerator et Synchrotron Radiation Science au Collège doctoral de recherche avancée.
- 1994 : Début de la construction de la B-factory de KEKB.
- 1995 : Fin des expériences TRISTAN (AMY, JADE, TOPAZ, VENUS).
- 1997 : Création de l'Organisation de recherche avec des accélérateurs de haute énergie.
- 1998 : Premier stockage de faisceaux dans l'anneau KEKB (KEK B-factory).
- 1999 : Début de l'expérience d'oscillation des neutrinos à longue base (K2K). L'expérience BELLE au KEKB a commencé.
- 2001 : Début de la construction d'accélérateurs de protons à haute intensité (J-PARC).
- 2004 : Devient l'organisation de recherche sur les accélérateurs d'énergie de la Corporation de l'Institut de recherche interuniversitaire. L'expérience K2K s'est terminée.
- 2005 : Ouverture du Tokai Campus. Les expériences sur PS ont pris fin.
- 2006 : Création du Centre J-PARC.
- 2008 : Le professeur Makoto Kobayashi a reçu le prix Nobel de physique 2008.
- 2009 : La construction de J-PARC est terminée.
- 2016 : Premiers tours et stockage réussi des faisceaux dans les anneaux d'électrons et de positons SuperKEKB (en).
- 2017 : Achèvement du roll-in de l'expérience Belle II (en) à Tsukuba, au Japon.
- 2018 : Premières collisions de faisceaux de SuperKEKB à l'intérieur du détecteur Belle II.

## Organisation
KEK dispose de quatre laboratoires principaux :
- Accelerator Laboratory : laboratoire pour étudier, développer, construire et gérer des accélérateurs de particules.
- Institute of Particle and Nuclear Studies : Laboratoire de physique du piédestal pour étudier la physique des particules élémentaires et la physique nucléaire.
- Institute of Materials Structure Science : laboratoire de physique appliquée pour étudier la structure des matériaux.
- Applied Research Laboratory : laboratoire utilisé pour soutenir la recherche à l'aide d'accélérateurs de particules.

## Sites
- Campus de Tsukuba : 1-1 Oho, Tsukuba, Ibaraki 305-0801, Japon
- Campus de Tokai : 2-4 Shirane Shirakata, Tokai-mura, Naka-gun, Ibaraki 319-1195, Japon

## Accélérateurs de particules

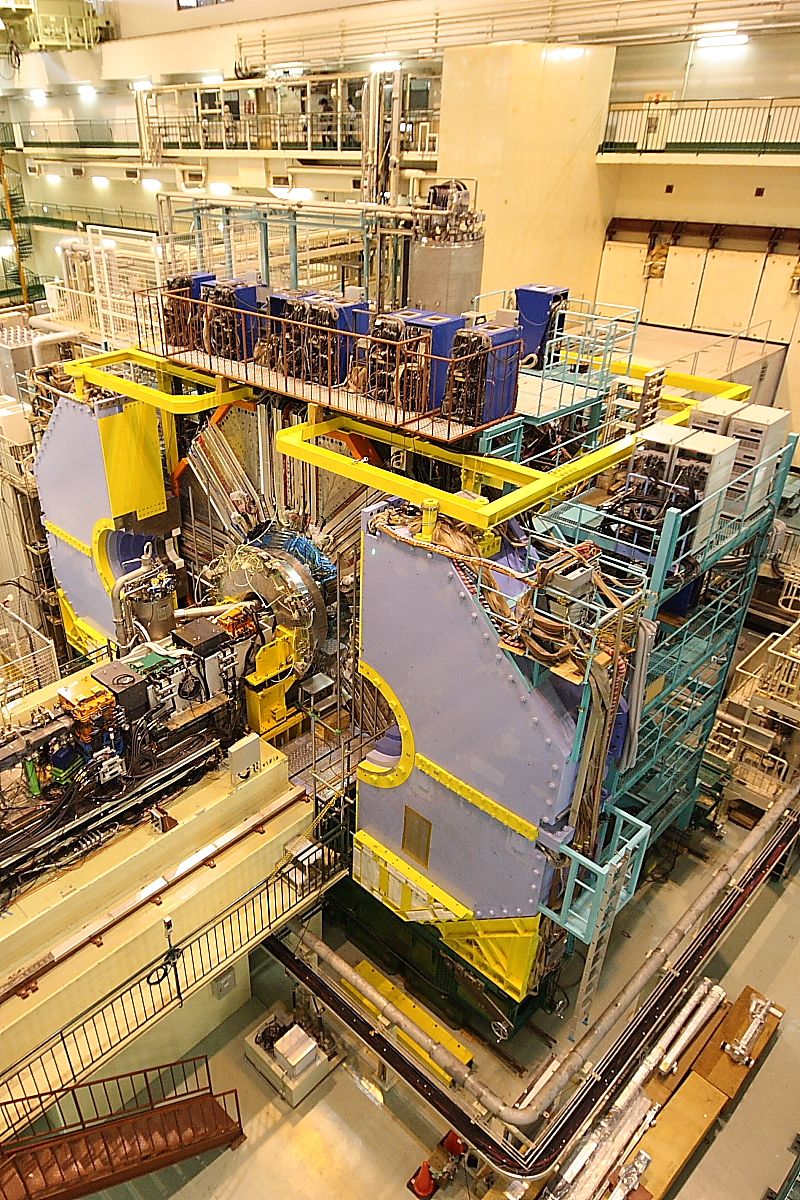
BELLE detector

- SuperKEKB : collisionneur électron-positon et mise à niveau de KEKB. Avec deux anneaux de stockage : un anneau de stockage d'électrons de 7 GeV et un anneau de stockage de positrons de 4 GeV. La longueur circonférentielle est d'environ 3 016 km. De grandes quantités de méson B et d'anti-méson B seront générées, fournissant des données pour l'expérience Belle II .
- Photon Factory (PF) : un anneau de stockage d'électrons est utilisé pour les expériences de rayonnement synchrotron. La longueur circonférentielle est d'environ 187 m. L'énergie du faisceau d'électrons est de 2,5 GeV.
- Photon Factory Advanced Ring (PF-AR) : un anneau de stockage d'électrons est utilisé pour les expériences de rayonnement synchrotron. Cet accélérateur génère des rayons X pulsés de haute intensité avec un faisceau d'électrons de 6,5 GeV. La longueur circonférentielle est d'environ 377 m. Cet anneau était auparavant utilisé comme booster pour TRISTAN, collisionneur électron-positon, et appelé à l'origine TRISTAN Accumulation Ring (AR).

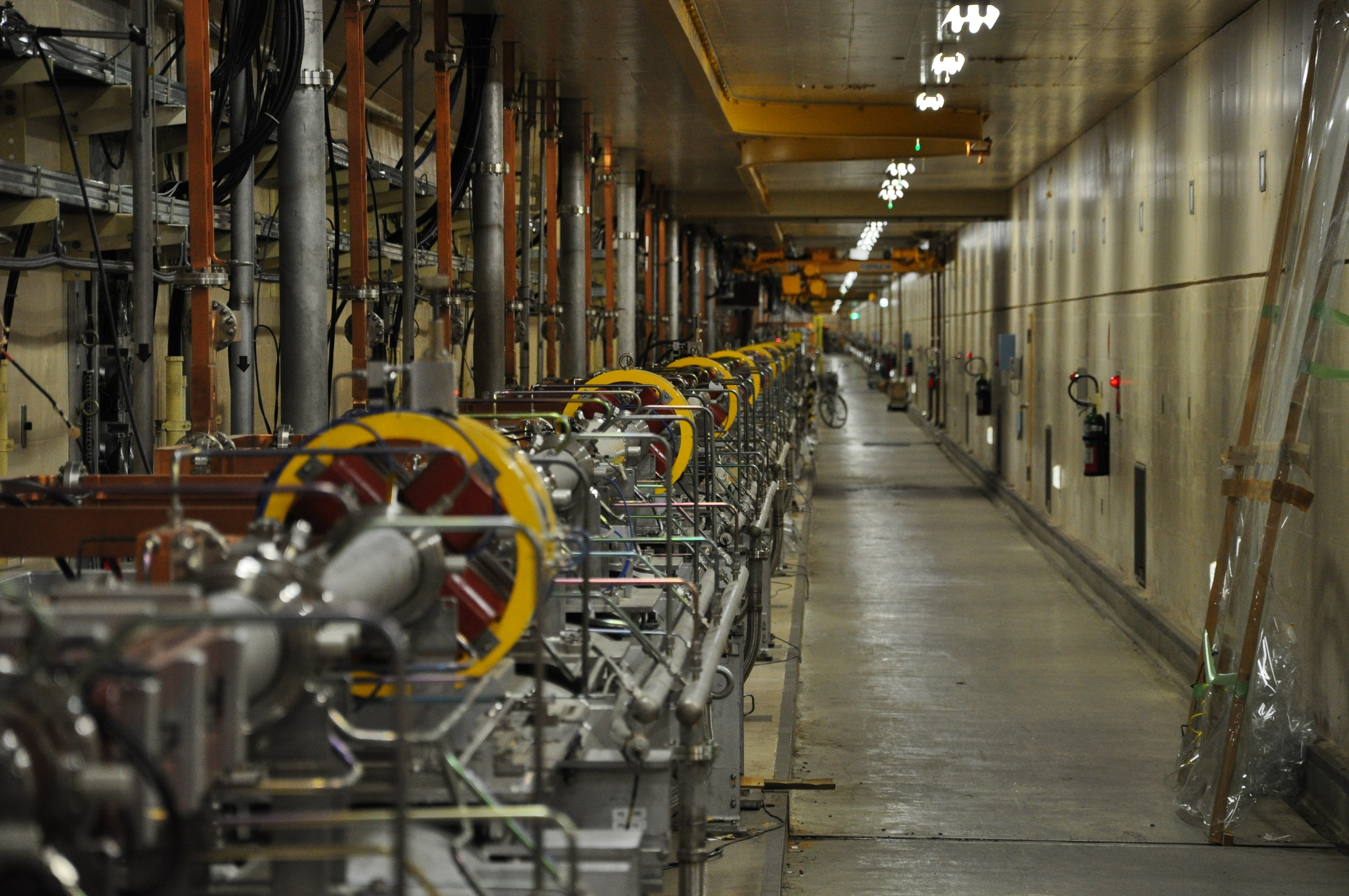
KEK e+/e- Linac

- KEK e + / e- Linac : Un complexe d'accélérateur linéaire injectait des électrons de 8,0 GeV et des positrons de 3,5 GeV dans KEKB. Le Linac fournit également des électrons de 2,5 GeV pour PF et de 6,5 GeV pour PF-AR. Le Linac a ces dernières années été mis à niveau pour SuperKEKB.
- Accelerator Test Facility (ATF) : Un accélérateur de test axé sur la génération d'un faisceau à très faible émittance. C'est l'une des techniques essentielles pour réaliser un futur collisionneur linéaire électron-positon. L'énergie du faisceau d'électrons est de 1,28 GeV en fonctionnement normal.
- Installation de test RF supraconductrice (STF) : installation de test pour construire et exploiter un Linac d'essai avec des cavités supraconductrices à gradient élevé, en tant que prototype des principaux systèmes Linac pour International Linear Collider (ILC).
- Japan Proton Accelerator Research Complex (J-PARC) : Un accélérateur de protons complexe constitué essentiellement d'une Linac de 600 MeV, d'un synchrotron de 3 GeV et d'un synchrotron de 50 GeV. J-PARC a été construit avec une collaboration entre KEK et JAEA, et est utilisé pour la physique nucléaire, la physique des particules, l'étude des muons, l'étude des neutrons, la configuration du système accélérateur-Driven (ADS) et une gamme d'autres applications.
- Ligne de faisceaux de neutrinos : une ligne de faisceaux pour envoyer des neutrinos dans Super-Kamiokande, qui est à environ 250 km de KEK, et une expérience d'oscillation des neutrinos nommée K2K a été menée de 1999 à 2004. Une expérience d'oscillation des neutrinos nommée Tokai to Kamioka (T2K) est réalisée avec J-PARC depuis 2009.